# Jean Nicod
Jean George Pierre Nicod (1º giugno 1893 – Ginevra, 16 febbraio 1924) è stato un filosofo francese.
Nel 1920 dimostrò che i cinque postulati della logica proposizionale teorizzati da Alfred North Whitehead e Bertrand Russel nel 1913 potevano essere riassunti in un unico assioma.
In sua memoria è stato istituito nel 1993 il premio Jean Nicod.